# Marune: Alastor 933

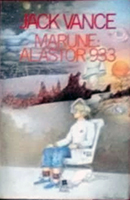
Capa do livro "Marune: Alastor 933"

Marune: Alastor 933 (1975) é um romance de ficção científica escrito por Jack Vance, o segundo de três livros situados em Alastor Cluster: "uma espiral de trinta mil estrelas em um volume irregular de vinte à trinta anos-luz de diâmetro". Três mil sistemas solares estão habitados por cinco trilhões de humanos, governados pelo mais truculento laissez-faire Connatic, quem ocasionalmente, à maneira de Harun al-Rashid de The Thousand and One Nights, vai por entre seu povo disfarçado. O romance foi precedido por Trullion: Alastor 2262 (1973) e seguido por Wyst: Alastor 1716 (1978).
Marune: Alastor 933 apareceu primeiramente em formato de série, em "July and September 1975 issues da revista Amazing Science Fiction". Foi publicado em formato de livro de bolso em Setembro de 1975 por Ballantine Books.

## Roteiro
Um rapaz (provisoriamente chamado Pardero) perdeu sua memória—lembrando quase nada do seu passado. Seguindo bons conselhos, ele ganha dinheiro suficiente, pelo trabalho de servente, para viajar ao hospital público gratuito de Connatic, na capital do planeta Numenes. Lá, após muita pesquisa, técnicos em medicina são capazes de deduzir, pelas suas reações a diversos estímulos, que ele é um Rhune; do escassamente povoado planeta Marune. —um planeta iluminado por quatro estrelas (sóis). Os Rhunes são pessoas um tanto peculiares, as quais, entre outras características, tem aversão à matar (a não ser em combate). A partir dessa e outras pistas, o homem se convence de que algum inimigo lhe causou amnésia. Sua jornada ao lar lhe faz descobrir que ele é o governante (Kariark) de um pequeno reino. Ele tem que pisar cuidadosamente, incerto de em quem confiar, na sua missão de desmascarar seu inimigo. Determinado à desvelar a identidade de seu inimigo, qual apagou sua memória, ele irá entrar em conflito com estranhos costumes do seu povo, baseados na iluminação provinda dos quatro sóis: em particular, durante o Mirk, quando todos os sóis se põem no céu e a noite cai, os homens e as mulheres de Marune estão à mercê de comportamentos estranhos. O romance acaba abruptamente.